# Clusia criuva
Clusia criuva är en tvåhjärtbladig växtart. Clusia criuva ingår i släktet Clusia och familjen Clusiaceae.

## Underarter
Arten delas in i följande underarter:
- C. c. criuva
- C. c. parviflora